# Yokosuka K1Y
Lo Yokosuka K1Y, citato pure come Yokosho K1Y, ed indicato anche Addestratore per la Marina Tipo 13 (一三式練習機?) in base alle convenzioni di designazione allora vigenti, fu un aereo da addestramento primario biposto, monomotore e biplano, sviluppato dall'ufficio di progettazione giapponese "Kūgishō", il Primo arsenale tecnico aeronavale di Yokosuka nei primi anni venti e prodotto, oltre che dallo stesso, da alcune aziende aeronautiche nazionali.
Basato sull'esperienza maturata nello studio del progetto del britannico Avro 504 già in servizio nei reparti da addestramento basico della Marina Imperiale, venne impiegato per la formazione dei piloti della Dai-Nippon Teikoku Kaigun Kōkū Hombu, la sua componente aerea.

## Storia del progetto
Nel 1924, i vertici della Marina Imperiale incaricarono il Primo arsenale tecnico aeronavale della base navale di Yokosuka di sviluppare un nuovo progetto di velivolo atto a sostituire in servizio nei propri reparti di addestramento al volo gli idrovolanti Yokosuka I-go Ko-gata, versione idro a scarponi del Ro-go Ko-gata, e Avro 504.
L'ufficio tecnico elaborò un progetto relativo ad un velivolo di impostazione, per l'epoca, convenzionale: un idrovolante a scarponi con struttura in legno ricoperta da tela trattata e verniciata, monomotore in configurazione traente, con fusoliera biposto ad abitacoli separati in tandem e velatura biplana con ali di eguale apertura, non scalate e collegate tra loro da una doppia coppia, due per lato, di montanti rinforzati da tiranti in cavetto d'acciaio. Oltre alla versione idrovolante, venne disegnata la variante basata a terra dotata di un convenzionale carrello d'atterraggio fisso.
Per la propulsione venne scelto un motore raffreddato a liquido, il 6 cilindri in linea Benz da 130 hp (97 kW) costruito localmente su licenza dalla Gasuden.
Il prototipo venne portato in volo per la prima volta nel corso del 1925 quindi avviato alle prove di valutazione davanti ad una commissione tecnica della marina imperiale. Il velivolo, considerato idoneo al servizio, venne quindi identificato ufficialmente come "Addestratore per la Marina Tipo 13" e secondo la convenzione "breve" E1Y.
Dopo l'idoneità al servizio concessa nell'ottobre 1925, venne ordinata la fornitura di un primo lotto di circa 40 esemplari alla Nakajima Hikōki, seguito da un secondo ordine per 48 unità ordinate nel 1928 alla Kawanishi Kōkūki, ordine evaso nel 1932, ed un terzo per 10 velivoli alla Watanabe Tekkōsho, realizzati tra il 1933 ed il 1934, che assieme ai 6 costruiti negli stabilimenti di Yokosuka portano ad una produzione totale stimata di 104 esemplari.

## Impiego operativo
Il modello iniziò ad essere inviato ai reparti di formazione della Marina Imperiale nella seconda metà degli anni venti, rimanendo per molti anni l'idroaddestratore standard fino all'entrata in servizio del più moderno Yokosuka K4Y che, dal 1933, iniziò a sostituirlo, tuttavia risulta che alcuni esemplari rimasero in servizio almeno fino ai primi anni della Seconda guerra mondiale.

## Versioni
K1Y1
versione dotata di carrello convenzionale indicata anche come Addestratore terrestre per la Marina Tipo 13.
K1Y2
versione idrovolante a scarponi indicata anche come Idroaddestratore per la Marina Tipo 13.

## Utilizzatori
Giappone
- Dai-Nippon Teikoku Kaigun Kōkū Hombu

### Annotazioni
1. ↑  La bibliografia anglofona, diventata poi internazionalmente riconosciuta, attribuisce spesso come costruttore l'arsenale navale della Marina imperiale giapponese presso Yokosuka mentre la bibliografia giapponese cita il Kūgishō (空技廠) come contrazione del termine "Kōkū Gijutsu-shō".
2. ↑  Il numero era riferito al periodo Taishō (1912-1926), all'anno consecutivo dall'insediamento di Taishō al titolo di Imperatore del Giappone: 1925-1912=13.

### Fonti
1. 1 2 3 4 5 6  Mikesh e Abe 1990, p. 273.
2. ↑  Mikesh e Abe 1990, pp. 2, 286.
3. ↑  Mikesh e Abe 1990, p. 222.
4. ↑  Mikesh e Abe 1990, p. 135.
5. ↑  Mikesh e Abe 1990, p. 277.